# Île Raphael
Île Raphael är en ö i Mauritius. Den ligger i den norra delen av landet, 500 km nordost om huvudstaden Port Louis.